# Pinehouse Photography Club
Pinehouse Photography Club je terapeutický fotografický klub v severní komunitě Pinehouse, Saskatchewan, Kanada. Klub využívá fotografii k zapojení mládeže z oblasti, která má problémy s duševním zdravím.

## Historie
Klub založila v roce 2016 Dre Erwin, sestra primární péče z Pinehouse, která hledala alternativní metody léčby pro místní mládež, která měla problémy s duševním zdravím. Klub se proslavil v Kanadě po dokumentu Canadian Broadcasting Corporation z roku 2018 pod názvem New Lens on Life. Další mediální pokrytí vyústilo v dary v hotovosti a vybavení klubu od dárců z celé Kanady. V shrnutí metody klubu v roce 2018 Saskatchewan's Advocate for Children and Youth bylo uvedeno, že „mládež z Pinehouse Lake naznačila, že fotografie je zdravým odbytištěm, které pomáhá s pocitem ztráty nebo deprese. Pohled na krásu přírody objektivem fotoaparátu generuje uznání za to, co mají, místo toho, aby se soustředili na to negativní.“